# Cantó de sa Ròca de Savòia
El cantó de Roquesteron és un cantó francès del departament dels Alps Marítims, situat al districte de Niça. Té 9 municipis i el cap és Roquesteron.

## Municipis
- Bonson
- Cuèbri
- Gileta
- Peirafuec
- Lo Revèst
- Roquesteron
- Sigala
- Todon
- Torreta d'en Castèu

## Història
| Data d'elecció                           | Identitat         | Partit           | Qualitat |
| ---------------------------------------- | ----------------- | ---------------- | -------- |
| 1964-1972                                | Virgile Pasquetti | PCF              |          |
| 1972-1994                                | René Morani       | Divers droite    |          |
| 1994-                                    | Pierre-Guy Morani | RPR, després UMP |          |
| les dades anteriors no són pas conegudes |                   |                  |          |
|                                          |                   |                  |          |

| 1962 | 1968 | 1975 | 1982 | 1990 | 1999  | 2007  |
| ---- | ---- | ---- | ---- | ---- | ----- | ----- |
| -    | -    | -    | -    | -    | 3.415 | 3.875 |